# 2004 у музиці
Ця стаття присвячена музичним подіям 2004 року.

## Події
- Сергій Маврін покинув гурт Кипелов;
- Павер-метал гурт Епідемія видала альбом з першою в Росії метал-оперою Ельфійський рукопис

## Нагороди
- «Ґреммі» за альбом року Speakerboxxx/The Love Below(виконавець OutKast);
- «Ґреммі» за пісню року Dance With My Father (виконавець Luther Vandross);
- «Ґреммі» за найкращого нового виконаця Evanescence;
- «Ґреммі» за найкраще жіноче поп-виконання Крістіна Агілера;
- «Ґреммі» за найкраще чоловіче поп-виконання Джастін Тімберлейк;
- «Ґреммі» за найкраще поп-виконання дуетом або гуртом No Doubt;
- «Ґреммі» за найкращий поп-альбом Justified (виконавець Джастін Тімберлейк)

### Brit Awards
- Найкращий британський альбом: The Darkness — Permission to Land
- Найкращий британський дебютант: Busted
- Найкращий британський танцевальный виконавець — Basement Jaxx
- Найкраща британська виконавиця: Dido
- Найкращий британський гурт: The Darkness
- Найкращий британський виконавець: Daniel Bedingfield
- Найкращий британський рок виконавець: The Darkness
- Найкращий британський сингл: Dido — «White Flag»
- Найкращий британський урбан виконавець: Lemar
- Найкращий іноземний альбом: Джастин Тимберлейк — Justified
- Найкращий іноземний дебютант: 50 Cent
- Найкраща іноземна виконавиця: Beyoncé
- Найкращий іноземний гурт: The White Stripes
- Найкращий іноземний виконавець: Джастин Тимберлейк
- Видатний внесок у музику: Duran Duran
- Найкращий поп виконавець: Busted

## Альбоми
| Дата         | Виконавець        | Назва альбому                            |
| ------------ | ----------------- | ---------------------------------------- |
| 13 лютого    | Епідемія          | Ельфійський рукопис                      |
| 20 лютого    | Любе              | Ребята нашего полка                      |
| 19 квітня    | Fear Factory      | Archetype                                |
| 24 квітня    | Heaven Shall Burn | Antigone                                 |
| 6 серпня     | Тупак Шакур       | 2Pac Live                                |
| 13 вересня   | Elend             | Sunwar the Dead                          |
| листопад     | Drudkh            | Autumn Aurora                            |
| 16 листопада | Bon Jovi          | 100,000,000 Bon Jovi Fans Can't Be Wrong |
| 23 листопада | Evanescence       | Anywhere but Home                        |
| ?            | Clan of Xymox     | The Best of                              |
| ?            | Король и Шут      | Бунт на корабле                          |
| ?            | Хвилю тримай      | Хвилю тримай                             |
| ?            | Фліт              | Світ такий…                              |

## Засновані колективи
- The Agonist
- Band of Horses
- Beneath the Massacre
- Elle Milano
- Il Divo
- Neon Blonde
- Nocturnal Depression
- Scar Symmetry
- The Ting Tings
- Бумбокс
- Моноліт

## Померли
2 вересня — Кіт Енген, американський оперний співак.